# Kolesov RD-36-35
Lo RD-36-35 è stato un motore turbogetto originariamente sviluppato sotto la direzione di Pëtr Alekseevič Kolesov per il decollo verticale dello Yakovlev Yak-36. Il progetto si concentrò su un motore semplice e con un basso peso specifico. La produzione di serie fu avviata nel 1972.
Il compressore aveva sei stadi, il cui primo supersonico. La camera di combustione era di tipo anulare e la turbina era monostadio.

## Versioni
- RD-36-35 - versione di base. Venne adottata per il Mikoyan-Gurevich Ye-7PD, il MiG-23PD, il Sukhoi T-58VD e lo Yak-36.
- RD-36-35PR - adottata dal VVA-14.
- RD-36-35FV - dotata di postcombustore e sviluppata nel 1969 per lo Yakovlev Yak-36M.
- RD-36-35FVR - versione definitiva, adottata dallo Yakovlev Yak-38.